# Jobtausch
Jobtausch ist eine Doku-Soap-Serie von Schweizer Radio und Fernsehen (SRF). Die Produktion wird freitags um 21:00 Uhr auf SRF 1 ausgestrahlt. Es ist die Schweizer Version des TV-Formats Extreme Job Swap (in Deutschland als Stellungswechsel: Job bekannt, fremdes Land bekannt).

## Konzept
In jeder Folge tauschen zwei Schweizer Angestellte für eine Woche ihre Arbeitsplätze mit zwei Kollegen im Ausland. Die Kandidaten üben weiterhin ihren Beruf aus, jedoch in einem für sie exotischen Land. Das bevorstehende Reiseziel erfahren die Schweizer Angestellten erst am Flughafen. Die Gegenüberstellung im Arbeitsalltag ermöglicht Vergleiche und einen interkulturellen Austausch.

## Produktion, Ausstrahlung und Einschaltquoten
SRF bestellte zunächst nur sechs Folgen, welche vom 28. September bis zum 2. November 2012 freitags um 21.00 Uhr ausgestrahlt wurden. Die erste Staffel erreichte in der relevanten Zuschauergruppe ab drei Jahren einen Marktanteil von bis zu 32,7 Prozent. Nach der Ausstrahlung der ersten Staffel gab SRF bekannt, dass man die Doku-Soap um eine weitere Staffel mit sechs Folgen verlängert. Diese wurden ab dem 27. September 2013 ausgestrahlt. Am 10. Oktober 2014 startete die dritte Staffel und endete am 14. November 2014. Vom 13. November bis zum 18. Dezember 2015 wurde die vierte Staffel ausgestrahlt.
| Staffel | Folgen | Sendeplatz        | Staffelpremiere | Staffelfinale |
| ------- | ------ | ----------------- | --------------- | ------------- |
| 1       | 6      | Freitag 21:00 Uhr | 28. Sep. 2012   | 2. Nov. 2012  |
| 2       | 6      | Freitag 21:00 Uhr | 27. Sep. 2013   | 1. Nov. 2013  |
| 3       | 6      | Freitag 21:00 Uhr | 10. Okt. 2014   | 14. Nov. 2014 |
| 4       | 6      | Freitag 21:00 Uhr | 13. Nov. 2015   | 18. Dez. 2015 |
| 5       | 6      | Freitag 21:00 Uhr | 14. Okt. 2016   | 18. Nov. 2016 |
| 6       | 7      | Freitag 21:00 Uhr | 29. Sep. 2017   | 10. Nov. 2017 |

## Staffeln

### Staffel 1 (2012)
Die Erstausstrahlung der ersten Staffel war vom 28. September bis zum 2. November 2012 auf SRF 1 zu sehen.
| Nr. (ges.) | Nr. (St.) | Originaltitel           | Erstausstrahlung CH |
| ---------- | --------- | ----------------------- | ------------------- |
| 1          | 1         | Bäcker (Uganda)         | 28. Sep. 2012       |
| 2          | 2         | Wäscherei (Indien)      | 5. Okt. 2012        |
| 3          | 3         | Müllmänner (Brasilien)  | 12. Okt. 2012       |
| 4          | 4         | Automechaniker (Uganda) | 19. Okt. 2012       |
| 5          | 5         | Köche (Indien)          | 26. Okt. 2012       |
| 6          | 6         | Bademeister (Brasilien) | 2. Nov. 2012        |

### Staffel 2 (2013)
Die Erstausstrahlung der zweiten Staffel war vom 27. September bis zum 1. November 2013 auf SRF 1 zu sehen.
| Nr. (ges.) | Nr. (St.) | Originaltitel     | Erstausstrahlung CH |
| ---------- | --------- | ----------------- | ------------------- |
| 7          | 1         | Tierärzte (Kenia) | 27. Sep. 2013       |
| 8          | 2         | Polizei (USA)     | 4. Okt. 2013        |
| 9          | 3         | Schreiner (Nepal) | 11. Okt. 2013       |
| 10         | 4         | Lehrer (Kenia)    | 18. Okt. 2013       |
| 11         | 5         | Bauern (USA)      | 25. Okt. 2013       |
| 12         | 6         | Hotel (Nepal)     | 1. Nov. 2013        |

### Staffel 3 (2014)
Die Erstausstrahlung der dritten Staffel war vom 10. Oktober bis zum 14. November 2014 auf SRF 1 zu sehen.
| Nr. (ges.) | Nr. (St.) | Originaltitel          | Erstausstrahlung CH |
| ---------- | --------- | ---------------------- | ------------------- |
| 13         | 1         | Taxifahrer (Thailand)  | 10. Okt. 2014       |
| 14         | 2         | Kellner (USA)          | 17. Okt. 2014       |
| 15         | 3         | Coiffeure (Namibia)    | 24. Okt. 2014       |
| 16         | 4         | Marktfahrer (Thailand) | 31. Okt. 2014       |
| 17         | 5         | Feuerwehrleute (USA)   | 7. Nov. 2014        |
| 18         | 6         | Schneider (Namibia)    | 14. Nov. 2014       |

### Staffel 4 (2015)
Die Erstausstrahlung der vierten Staffel war vom 13. November bis zum 18. Dezember 2015 auf SRF 1 zu sehen.
| Nr. (ges.) | Nr. (St.) | Originaltitel            | Erstausstrahlung CH |
| ---------- | --------- | ------------------------ | ------------------- |
| 19         | 1         | Lokomotivführer (Indien) | 13. Nov. 2015       |
| 20         | 2         | Tierpfleger (Dubai)      | 20. Nov. 2015       |
| 21         | 3         | Fischer (USA)            | 27. Nov. 2015       |
| 22         | 4         | Bauern (Indien)          | 4. Dez. 2015        |
| 23         | 5         | Skilehrer (Dubai)        | 11. Dez. 2015       |
| 24         | 6         | Motorradmechaniker (USA) | 18. Dez. 2015       |

### Staffel 5 (2016)
Die Erstausstrahlung der fünften Staffel war vom 14. Oktober bis zum 18. November 2016 auf SRF 1 zu sehen.
| Nr. (ges.) | Nr. (St.) | Originaltitel          | Erstausstrahlung CH |
| ---------- | --------- | ---------------------- | ------------------- |
| 25         | 1         | Imbissköche (Thailand) | 14. Okt. 2016       |
| 26         | 2         | Stylisten (Brasilien)  | 21. Okt. 2016       |
| 27         | 3         | Schwinger (USA)        | 28. Okt. 2016       |
| 28         | 4         | Schmiede (Thailand)    | 4. Nov. 2016        |
| 29         | 5         | Fussballer (Brasilien) | 11. Nov. 2016       |
| 30         | 6         | Chorsänger (USA)       | 18. Nov. 2016       |

### Staffel 6 (2017)
Die Erstausstrahlung der sechsten Staffel war vom 29. September bis zum 10. November 2017 auf SRF 1 zu sehen.
| Nr. (ges.) | Nr. (St.) | Originaltitel               | Erstausstrahlung CH |
| ---------- | --------- | --------------------------- | ------------------- |
| 31         | 1         | Feuerwehr (USA)             | 29. Sep. 2017       |
| 32         | 2         | Coiffeure (Kenia)           | 6. Okt. 2017        |
| 33         | 3         | Musiker (Mexiko)            | 13. Okt. 2017       |
| 34         | 4         | Köche (Japan)               | 20. Okt. 2017       |
| 35         | 5         | Lastwagenmechaniker (Kenia) | 27. Okt. 2017       |
| 36         | 6         | Reiter (Mexiko)             | 3. Nov. 2017        |
| 37         | 7         | Kellner (Japan)             | 10. Nov. 2017       |

### Staffel 7 (2018)
Die Erstausstrahlung der siebten Staffel war vom 28. September bis zum 2. November 2018 auf SRF 1 zu sehen.
| Nr. (ges.) | Nr. (St.) | Originaltitel               | Erstausstrahlung CH |
| ---------- | --------- | --------------------------- | ------------------- |
| 38         | 1         | Schneiderinnen (Peru)       | 28. Sep. 2018       |
| 39         | 2         | Tänzer (USA)                | 5. Okt. 2018        |
| 40         | 3         | Hüttenwarte (Thailand)      | 12. Okt. 2018       |
| 41         | 4         | Snowboardlehrerinnen (Peru) | 19. Okt. 2018       |
| 42         | 5         | Hornusser (USA)             | 28. Okt. 2018       |
| 43         | 6         | Floristen (Thailand)        | 2. Nov. 2018        |

### Staffel 8 (2019)
Die Erstausstrahlung der achten Staffel war vom 20. September bis zum 25. Oktober 2019 auf SRF 1 zu sehen.
| Nr. (ges.) | Nr. (St.) | Originaltitel         | Erstausstrahlung CH |
| ---------- | --------- | --------------------- | ------------------- |
| 44         | 1         | Chocolatiers (Panama) | 20. Sep. 2019       |
| 45         | 2         | Sanitäter (Kanada)    | 27. Sep. 2019       |
| 46         | 3         | Tierpfleger (Kenia)   | 4. Okt. 2019        |
| 47         | 4         | Schwinger (Mexiko)    | 11. Okt. 2019       |
| 48         | 5         | Gastronomie (USA)     | 18. Okt. 2019       |
| 49         | 6         | Pannendienst (Kenia)  | 25. Okt. 2019       |

### Staffel 9 (2020)
Die Erstausstrahlung der neunten Staffel war vom 13. November bis zum 18. Dezember 2020 auf SRF 1 zu sehen. Sie fand erstmals ausschließlich in Europa statt.
| Nr. (ges.) | Nr. (St.) | Originaltitel           | Erstausstrahlung CH |
| ---------- | --------- | ----------------------- | ------------------- |
| 50         | 1         | Modedesign (Bayern)     | 13. Nov. 2020       |
| 51         | 2         | Polizei (Tschechien)    | 20. Nov. 2020       |
| 52         | 3         | Käserei (Polen)         | 27. Nov. 2020       |
| 53         | 4         | Künstler (Sardinien)    | 4. Dez. 2020        |
| 54         | 5         | Tierärzte (Niederlande) | 11. Dez. 2020       |
| 55         | 6         | Sterneküche (Bayern)    | 18. Dez. 2020       |